# Baiona (kommunhuvudort)
Baiona är en kommunhuvudort i Spanien.   Den ligger i provinsen Provincia de Pontevedra och regionen Galicien, i den nordvästra delen av landet, 500 km väster om huvudstaden Madrid. Baiona ligger 45 meter över havet och antalet invånare är 12 091.
Terrängen runt Baiona är kuperad åt sydost, men åt nordväst är den platt. Havet är nära Baiona åt nordväst. Runt Baiona är det ganska tätbefolkat, med 160 invånare per kvadratkilometer. Närmaste större samhälle är Vigo, 16,6 km nordost om Baiona. I omgivningarna runt Baiona växer i huvudsak blandskog.